# LEGO Harry Potter: År 1-4
LEGO Harry Potter: År 1-4 (originaltitel: LEGO Harry Potter: Years 1-4) er et videospil som handler om Harry's første 4 år. Spillet er udviklet af Travellers Tales og udgivet af Warner Bros.
Spillet er baseret på Harry Potter og dækker bøgerne: Harry Potter og De Vises Sten, Harry Potter og Hemmelighedernes Kammer, Harry Potter og Fangen fra Azkaban og Harry Potter og Flammernes Pokal. Der blev udgivet i trailer, da spillet officielt blev annonceret. 

## Gameplay
Som i alle andre Lego spil produceret af Traveller's Tales, har man muligheden for at skifte mellem karakterer, der inkl. – Harry Potter, Ron Weasley, Hermione Granger, Albus Dumbledore og over 100 flere. Nogen overraskende og andre åbenlyse karakterer.
Spilleren skal klare skoletimer, udføre besværgelser, lave eliksirer, flyve på koste og møde forhindringer som Harry møder i de første 4 film på Hogwarts. Man har også muligheden for at udforske områder der inkluderer Hogwarts, Diagonalstræde, Den Forbudte Skov og Hogsmeade.